# جيري وايل
جيري وايل (تلفظ بالألمانية فايل، ولد في 6 أغسطس 1900 في براسكوليسي في بوهيميا - توفي في 13 ديسمبر 1959في براغ)؛ كاتب، مترجم، صحفي وروائي تشيكي من أصل يهودي وأحد الناجين من الهولوكوست. تشمل أعماله الشهيرة روايتيّ "الحياة مع نجمة" (بالتشيكية: Život s hvězdou)‏، و "مندلسون على السطح" (بالتشيكية: Na střeše je Mendelssohn)‏، بالإضافة إلى الكثير من القصص القصيرة والروايات الأخرى. درس في جامعة كارلوفا.

## حياته

### أسرته وتعليمه
ولد فايل في 6 أغسطس 1900 في قرية براسكوليسي التي تبعد حوالي 40 كيلومتراً عن براغ، وكان الابن الثاني في أسرة يهودية أرثوذكسية من الطبقة المتوسطة العليا. ، وقد بدأ فايل كتابة الشعر عندما كان تلميذا، كما بدأ أيضاً في التخطيط لروايته "ميستو" المكونة من ثلاثة أجزاء، التي خطط لنشرها تحت اسم مستعار هو جيري وايلد.
تخرج فايل من المدرسة الثانوية في عام 1919، وقبل في جامعة كارل في براغ، حيث التحق بقسم الفلسفة ودرس أيضاً فقه اللغة السلافية والأدب المقارن، وأكمل عام 1928 أطروحته للدكتوراه بعنوان "غوغول والرواية الإنجليزية في القرن الثامن عشر".

### البدايات الأدبية والنشاط الشيوعي
انضم في عام 1921 إلى منظمة الشبيبة الشيوعية وحصل فيها على منصب قيادي، وكان لديه اهتمام كبير بالأدب الروسي والثقافة السوفيتية . وفي تلك الفترة نُشرت مقالاته الأولى عن الحياة الثقافية في الاتحاد السوفيتي في صحيفة "رودي برافو"، كما أصبح من أوائل مترجمي الأدب الروسي المعاصر إلى اللغة التشيكية، حيث قدم إلى القارئ التشيكي أعمال بوريس باسترناك وفلاديمير لوغوفسكوي ومارينا تسفيتيفا، وكان أول من ترجم أعمال فلاديمير ماياكوفسكي إلى اللغة التشيكية.

### في الاتحاد السوفييتي
في عام 1922، سافر فايل لأول مرة إلى الاتحاد السوفيتي مع وفد من الشباب. لاحقاً عمل فايل في موسكو من عام 1933 إلى عام 1935 صحفياً ومترجماً للأدبيات الماركسية في قسم النشر في الكومنترن، الجناح الدولي للحزب الشيوعي السوفيتي، وبهذه الصفة ساعد في ترجمة كتابفلاديمير لينين "الدولة والثورة" إلى اللغة التشيكية. بعد اغتيال سيرجي كيروف عام 1934، الذي كان بمثابة بداية عمليات التطهير الستالينية، وجد فايل نفسه على أرض مهزوزة في موسكو وفي الحزب الشيوعي، وطرد من الحزب ونفي إلى آسيا الوسطى. لم تتوضّح ظروف طرده من الحزب ونفيه لاحقا إلى آسيا الوسطى بصورة كاملة، ولكن هذه التجارب شكلت نقطة تحول في حياته وصفها في سيرة ذاتية نشرت في رواية محظورة (ساميزدات) بعنوان مرازيلو - تالو على يد صديقته الكاتبة والفنانة ياروسلافا فوندراتشكوفا [الفرنسية].
في عام 1935، عاد فايل إلى براغ، وفي عام 1937 ونشر روايته موسكفا-هرانيسي (من موسكو إلى الحدود)، التي تناولت عمليات التطهير الستالينية.

### في فترة الاحتلال النازي في تشيكوسلوفاكيا
باتفاقية ميونيخ بدأت بوادر الكارثة تلوح لسكان تشيكوسلوفاكيا اليهود، ولكن فايل لم يتمكن من الرحيل مع أقاربه الذين غادروا إلى بريطانيا.
في فترة الاحتلال النازي كلّف فايل بالعمل في المتحف اليهودي في براغ [الإنجليزية]، إلى أن استدعي في نوفمبر من عام 1942للاحتجاز في غيتو تيريزين، لكنه قرر عدم الذهاب وتمكن بدلاً ذلك من تزييف وفاته، وتمكن من النجاة في بقية أيام الحرب بالاختباء في لدى الكثيرين من معارفه، كما أمضى بعض الوقت مختبئاً في مستشفى. وعلى الرغم من الصعوبات والملاحقة، فقد تمكن فايل من الاستمرار في الكتابة.

### في تشيكوسلوفاكيا ما بعد الحرب
بعد الحرب انخرط فايل مجدداً في الحياة الثقافية، فعمل بين عامي 1946 و1948 محرراً في صحيفة، ونشر ديواناً شعريا لتكريم الرفاق الذين سقطوا عنوانه "ألوان" (بالتشيكية: Bárvy)‏)، ورواية "ماكانا (بالتشيكية: Makanna otec divů)‏ التي فازت بجائزة الكتاب التشيكوسلوفاكية في ذلك العام، كما ألف كتيبا عن ذكرياته مع يوليوس فوتشيك [الإنجليزية]. وبعد التحولات السياسية التي شهدها عام 1948 فقد فايل منصبه وأمّمت الصحافة.
ركز فايل ابتداءً من العام 1949 على الموضوعات الموضوعات اليهودية، وقد تكون روايته "الحياة مع نجمة" الذي نُشر بدون ضجة عام 1949 هي أشهر أعماله. حصلت الرواية في البداية على اهتمام نقدي متفاوت، ولكن عاصفة من الجدل اندلعت حولها في عام 1951/ وشجبها االنقاد ووصفوها بأنها "منحلة" و" وجودية " و"ذاتية للغاية" و"نتاج ثقافة جبانة"، وتعرض فايل لانتقادات حادة من وجهتي نظر أيديولوجية ودينية وحظرت أعماله. استأنف فايل العمل في المتحف اليهودي، حيث كان له دور فعال في إنشاء معرض لرسومات الأطفال من تيريزين، وإنشاء نصب تذكاري للمواطنين اليهود الذين قتلوا على يد النازيين في كنيس بينكاس.

## أعوامه الأخيرة ووفاته
أعيد له الاعتبار في فترة التسامح التي أعقبت وفاة كليمنت جوتفالد في عام 1953، وأعيدت إليه عضوية اتحاد الكتاب، وواصل العمل حتى وفاته بسرطان الدم في عام 1959.

## أعماله
لم يترجم من روايات فايل إلى الإنكليزية سوى روايتا "الحياة مع نجمة"، و"مندلسون على السطح". كما ظهرت ترجمة لديوان "الألوان" الشعري في منشورات ميشيغان السلافية، كما لم تظهر طبعات جديدة لأعماله باللغة التشيكية إلا لهاتين الروايتين بالإضافة إلى روايتي "من موسكو إلى الحدود" و"الملعقة الخشبية" (بالتشيكية: Dřevěná lžíce)‏.
قدم الكاتب الأمريكي فيليب روث ترجمة رواية "الحياة مع نجمة" الإنجليزية إلى القراء الأمريكيين بعبارة: "هي بلا شك إحدى أروع الروايات التي قرأتها عن مصير يهودي تحت حكم النازيين. ولا أعرف رواية أخرى مثلها"، كما علقت الكاتبة سيري هوستفيت: "عندما أذكر هذه الرواية المذهلة أمام الناس، أقابل غالباً بالذهول، ربما لقتامة موضوعها، احتلال النازيين براغ. لا أعرف، ولكن ما أعرفه هو أنني قرأت الكتاب لدى صدوره (نشرت الترجمة الإنجليزية 1989، بعد مرور أربعين عاما على نشره لأول مرة في تشيكوسلوفاكيا) وقد اكتوى بها ذهني. لا ترد في الرواية أبداً كلمات الألمان، النازية أو اليهود أبدا، ولم تنم هذه الإغفالات بأي حال عن الخجل، بل هي ضرورية لفورية الرواية الخارقة ورسردها العاجل القصة إنسانية، ترفض على الرغم من خصوصيتها أن تموضعها في الماضي".

## روابط خارجية
- جيري ويل على موقع IMDb (الإنجليزية)
- جيري ويل على موقع قاعدة بيانات الفيلم (الإنجليزية)